# The Baron of Arizona
The Baron of Arizona is een Amerikaanse western uit 1950 onder regie van Samuel Fuller. De film werd destijds uitgebracht onder de titel De baron van Arizona.

## Verhaal
James Addison Reavis is een meestervervalser. Met vervalste grondbrieven tracht hij het grondgebied van de gehele staat Arizona op te eisen. Zijn plan loopt echter mis.

## Rolverdeling
| Acteur            | Personage               |
| ----------------- | ----------------------- |
| Vincent Price     | James Addison Reavis    |
| Ellen Drew        | Sofia de Peralta-Reavis |
| Vladimir Sokoloff | Pepito Alvarez          |
| Beulah Bondi      | Loma Morales            |
| Reed Hadley       | John Griff              |
| Robert Barrat     | Rechter Adams           |
| Robin Short       | Tom Lansing             |
| Tina Pine         | Rita                    |